# Scutellospora tricalypta
Scutellospora tricalypta är en svampart som först beskrevs av R.A. Herrera & Ferrer, och fick sitt nu gällande namn av C. Walker & F.E. Sanders 1986. Scutellospora tricalypta ingår i släktet Scutellospora och familjen Gigasporaceae.   Inga underarter finns listade i Catalogue of Life.